# Трафик (сингл)
«Трафик» — первый сингл Земфиры из альбома «Четырнадцать недель тишины», записанный в составе её группы «Zемфира» и выпущенный 11 ноября 2001 года. Сингл включает в себя радиоверсию и ремикс песни, а также видеоклип, снятый режиссёром Ириной Мироновой. Студийная версия песни включает в себя семпл из песни группы Led Zeppelin «Kashmir». Концертная версия песни с изменённой аранжировкой попала в альбом «Земфира.Live2», выпущенный в 2010 году.

## О сингле
В день выпуска сингла композиция прозвучала на нескольких радиостанциях, а видеоклип, снятый режиссёром Ириной Мироновой, был поставлен в эксклюзивную ротацию на MTV Россия. Видеоклип, содержавший эротические сцены, был издан в полной версии только на сингле. Земфира говорила: «На мой взгляд, это клип с лёгкими эротическими сценами, которые должны ассоциироваться с тем, чем мы все занимаемся, всё зависит только — кто и как часто. Я с первого просмотра клип приняла. Но, скорее всего, полную версию клипа увидят только зрители музыкальных каналов и владельцы мультимедийного диска. Зрители центральных каналов, таких, как ОРТ, НТВ, РТР, смогут посмотреть лишь урезанный материал. Оказывается, существует комитет, который отсматривает видеоклипы и на подобные работы накладывает свои резолюции».

## Список композиций
1. Трафик — 4:04
2. Трафик (remix by Samsonik) — 4:51
3. Трафик (video)

## Критика
- Песня получила ряд смешанных отзывов от музыкальных критиков. В частности, на портале «Звуки.ру» Александр Мурзак писал[3], что «Трафик» «ничего, кроме отвращения и раздражения, не вызвал: жуткий пафос, дикий симфонизм, Led Zeppelin непонятно откуда взявшийся, — не хватало ещё хора Российской Армии, чтобы не стыдно было на официальных государственных праздниках публику в ГКЗ „Россия“ развлекать».

## Награды и номинации
| Год  | Награда     | Номинированная работа | Категория        | Результат |
| ---- | ----------- | --------------------- | ---------------- | --------- |
| 2002 | Премия Fuzz | «Трафик»              | Лучшая песня     | Победа    |
| 2002 | Премия Fuzz | «Трафик»              | Лучший видеоклип | Победа    |